# Georges Challe
Pour les articles homonymes, voir Challe.
Georges Émile Paul Challe, né le 17 janvier 1864 à Nantes (Loire-Atlantique) et mort pour la France le 11 octobre 1917 à Avocourt (Meuse), est un officier général français.
C'est l'un des 42 généraux français morts au combat durant la Première Guerre mondiale.

## Biographie
Son père Léon Alexandre Challe était bourguignon et sous-intendant militaire de 1re classe. Par le hasard des garnisons, Georges naquit à Nantes le 17 janvier 1864.
Il entre à Saint Cyr en octobre 1882. À sa sortie en 1884, promotion des Pavillons Noirs, il est affecté au 3e régiment de zouaves. 1884-1890 puis 1893-1894, campagnes d’Algérie. En 1893, il passe dans l’infanterie ; 85e régiment en 1893, 132e régiment en 1899, 154e régiment en 1904.
En 1907, il est chef d’état-major du Commandement supérieur de la défense des places du groupe de Reims. En 1911, Il est au 25e régiment. En 1912, il suit les cours du Centre des hautes études militaires. En 1913, il est chef d’état-major au 7e corps d’armée. À ce titre, il débute la guerre de 1914 par des opérations en Alsace et des combats sous Mulhouse. Il devient alors chef d’état-major du groupement des Vosges puis du 34e corps d’armée. En 1915, il commande la 148e brigade offensive en Meurthe-et-Moselle, puis attaque dans la région des forts de Vaux et Douaumont à Verdun.
Début 1917, il prend le commandement de la 74e division. Il est promu général de brigade le 28 septembre.
Il est tué à Avocourt le 11 octobre 1917. Il est cité à l’ordre général de la 2e armée le 16 octobre :
« Officier général doué d’une haute intelligence, d’une grande bravoure, et d’une activité inlassable. A montré en toutes circonstances des qualités militaires de 1er ordre, en particulier lors des opérations qui, en 1916, ont amené la reprise du fort de Vaux. Tombé glorieusement, le 11 octobre 1917, devant Avocourt, en faisant une reconnaissance dans les premières lignes d’un secteur nouvellement reconquis et dont il dirigeait l’organisation avec la plus grande activité ».
Il était Officier de la légion d’honneur.

## Postérité
Son nom est inscrit au monument des Généraux morts au Champ d'Honneur 1914-1918 de l'église Saint-Louis à l'Hôtel des Invalides de Paris.

## Décorations
Officier de la Légion d'honneur (1915) ; chevalier (1898)